# É de Chuá!
É de Chuá! é um filme de comédia musical brasileiro de 1958, dirigido por Victor Lima para a Cinedistri.
Com cenas de bailes de Carnaval no Municipal no Rio de Janeiro, vários números musicais se sucedem, apresentados pelos cantores e sambistasNelson Gonçalves, Jamelão e Agostinho dos Santos (acompanhados do Conjuto Marabá), Emilinha Borba, a dupla de palhaços Carequinha e Fred (com Altamiro Carrilho), Linda Batista, Dircinha Batista, Bill Farr (que também atua) , Neusa Maria, Ruy Rey e Orquestra, Jorge Goulart, Joel de Almeida (acompanhado de Jupira e suas cabrochas), Trio de Ouro, Carlos Augusto e Gilberto Alves.

## Elenco
- Ankito...Peteleco
- Grande Otelo...Laurindo
- Renata Fronzi...Maria Xangai
- Renato Restier...Juca Moleza
- Bill Farr ...Bill, investigador
- Costinha...Investigador
- Zezé Macedo...Biluca, a empregada
- Carlos Costa...Astrogildo, o mordomo
- Duarte de Moraes...Joaquim da Gafiera
- Pedro Dias...Doutor
- Fininho...Antuaine, o joalheiro
- Léa de Almeida
- Chiquinho

## Sinopse
Os vigaristas do subúrbio carioca Maria Xangai e Juca Moleza armam um plano para se passarem por pessoas ricas, o senhor e a Madame Caxangai,  e atraírem um joalheiro para uma "festa da sociedade" numa mansão que alugam. Dois investigadores da Polícia desconfiam dos novos ricaços e se infiltram entre eles para descobrir quem são na verdade. Enquanto isso, os sambistas Peteleco e Laurindo precisam de 80 mil cruzeiros ("80 contos") para pagar as fantasias de carnaval que devem ao dono da Gafieira, Joaquim. Ao saberem dos "ricos", a dupla vai até lá solicitar uma doação em dinheiro para a Escola de Samba. Mas depois, ao cobrarem o pagamento dos vigaristas, Peteleco acaba engolindo um valioso brilhante do joalheiro, que pensara ser uma bala. O sambista passa então a ser perseguido pelos bandidos, pelo joalheiro, pelo médico atrapalhado que mandara chamar e também por Joaquim, todos querendo recuperar a joia à força.